# Никитин, Рудольф Иванович
Рудо́льф Ива́нович Ники́тин (24 июня 1937, посёлок Оршанка, Марийская АССР, СССР — 27 июля 2019, Йошкар-Ола, Марий Эл, Россия) — советский и российский деятель промышленности, общественно-политический деятель. Генеральный директор производственного объединения «Изотоп» / ЗПП (1986—1997), директор Йошкар-Олинского завода полупроводниковых приборов (ЗПП) (1997—2007). Заслуженный деятель науки и техники Марийской АССР (1984). Почётный гражданин Йошкар-Олы (2003). Народный депутат СССР (1989—1991). Кавалер ордена Ленина (1991).

## Биография
Родился 24 июня 1937 года в посёлке Оршанка ныне Оршанского района Республики Марий Эл. В 1956 году окончил Поволжский лесотехнический техникум, в 1966 году — Марийский политехнический институт (заочно). Служил в рядах Советской Армии.
С 22 ноября 1959 года работал на Йошкар-Олинском заводе полупроводниковых приборов: станочник, измеритель, инженер, начальник цеха, с 1976 года — главный инженер, с 1986 года — генеральный директор (с 2003 — ОАО «ЗПП»).
Автор 3-х изобретений и 39 рацпредложений. Талантливый организатор производства: за 1986—1991 годы освоен выпуск 32 новых видов продукции, разработано около 500 технологических процессов, в трудные 1990-е годы, когда оборонные заказы резко сократились, наладил выпуск товаров народного потребления, освоил новые рынки сбыта, вывел предприятие на новую производственную орбиту, сохранив при этом социальные объекты завода. В 1978 году 12 керамических изделий были удостоены государственного «Знака качества СССР».
Скончался 27 июля 2019 года в Йошкар-Оле.

## Общественно-политическая деятельность
- Избирался депутатом Йошкар-Олинского городского Совета XII, XIII созывов, Йошкар-Олинского городского Совета народных депутатов XX созыва[3].
- Избирался народным депутатом СССР XII созыва по Заводскому национально-территориальному избирательному округу № 593 Марийской АССР (1989—1991)[3].
- Был заместителем председателя депутатской группы по промышленности, членом комитета по обороне и государственной безопасности Верховного Совета СССР[4].

## Звания и награды
- Заслуженный деятель науки и техники Марийской АССР (1984)[1][2]
- Почётный работник электронной промышленности СССР[4]
- Почётный гражданин Йошкар-Олы (2003)[1][2]
- Почётный радист СССР[3]
- Лауреат премии Совета Министров СССР[3]
- Дипломант Торгово-промышленной палаты Российской Федерации[3]
- Орден Ленина (1991)[1][2]
- Орден «Знак Почёта» (1975)[1][2]
- Орден Трудового Красного Знамени (1981)[1][2]
- Медаль «300 лет Российскому флоту»[3]
- Почётная грамота Президиума Верховного Совета Марийской АССР (1987)[1][2]